# Pholioxenus pickai
Pholioxenus pickai är en skalbaggsart som beskrevs av Olexa 1984. Pholioxenus pickai ingår i släktet Pholioxenus och familjen stumpbaggar. Inga underarter finns listade i Catalogue of Life.